# Norm Hewitt
Norm Hewitt (Hastings, Nueva Zelanda; 11 de noviembre de 1968 – 15 de julio de 2024) fue un jugador de rugby neozelandés que jugó en la posición de hooker.

## Carrera

### Club

#### Rugby
| Periodo   | Club             | Apariciones | Puntos |
| --------- | ---------------- | ----------- | ------ |
| 1988-1994 | Hawke's Bay RU   | 92          | 65     |
| 1995-1997 | Southland Rugby  | 22          | 35     |
| 1999–2001 | Wellington Lions | 31          | 5      |

#### Super Rugby
| Periodo   | Club       | Partidos | Puntos |
| --------- | ---------- | -------- | ------ |
| 1996-2001 | Hurricanes | 66       | 10     |

### Selección nacional
Jugó para Nueva Zelanda en nueve ocasiones de 1993 a 1998 y fue subcampeón de la Copa Mundial de Rugby de 1995 en Sudáfrica. También representó a los Māori All Blacks en 15 ocasiones y con ellos anotó 29 puntos.

## Tras el retiro
Hewitt dio una disculpa pública luego de un incidente en 1998 mientras estaba borracho, y luego de eso pidió ayuda legal por su hábitos con el alcohol.
Hewitt y la bailarina profesional Carol-Ann Hickmore ganaron la primera temporada de Dancing with the Stars (New Zealand) el 19 de junio de 2005. Donó sus victorias a la causa literaria de caridad Duffy Books in Homes. En toda su vida estuvo relacionado con la Rangikura School, una escuela en Porirua, Wellington.
En 2018 Hewitt participó en el documental Making Good Men, la cual trataba de la relación de Hewitt con su compañero de equipo Manu Bennett.

## Vida personal y muerte
Hewitt nació en Hawke's Bay donde creció. Era de origen Māori, identificado con Ngāti Kahungunu y Ngāti Tūwharetoa. Se casó con la excampeona mundial de aeróbicos Arlene Thomas, que daba clases de fitness en el Jenkins Gym de Wellington.
En 2006 su hermano Rob, un navegante, fue rescatado luego de estar náufrago cuatro días flotando en el mar de la costa de Porirua.
Hewitt murió a causa de la enfermedad de la motoneurona el 15 de julio de 2024 a los 55 años.